# Dikkele
Dikkele is een dorpje in de Belgische provincie Oost-Vlaanderen en een deelgemeente van Zwalm, het was een zelfstandige gemeente tot aan de gemeentelijke herindeling van 1971. De dorpskern ademt de sfeer uit van begin 20e eeuw, en heeft deze rust vooral te danken aan het feit dat er geen doorgaand verkeer is. De Provinciale Baan (N415) loopt met een grote boog om het dorp heen, en heeft het hierdoor behoed van wegenkundige ingrepen zoals verbreding en asfaltering. Wie in de dorpskern niets te zoeken heeft, die komt er niet. Dikkele behoort tot de 50 mooiste dorpen van Vlaanderen.

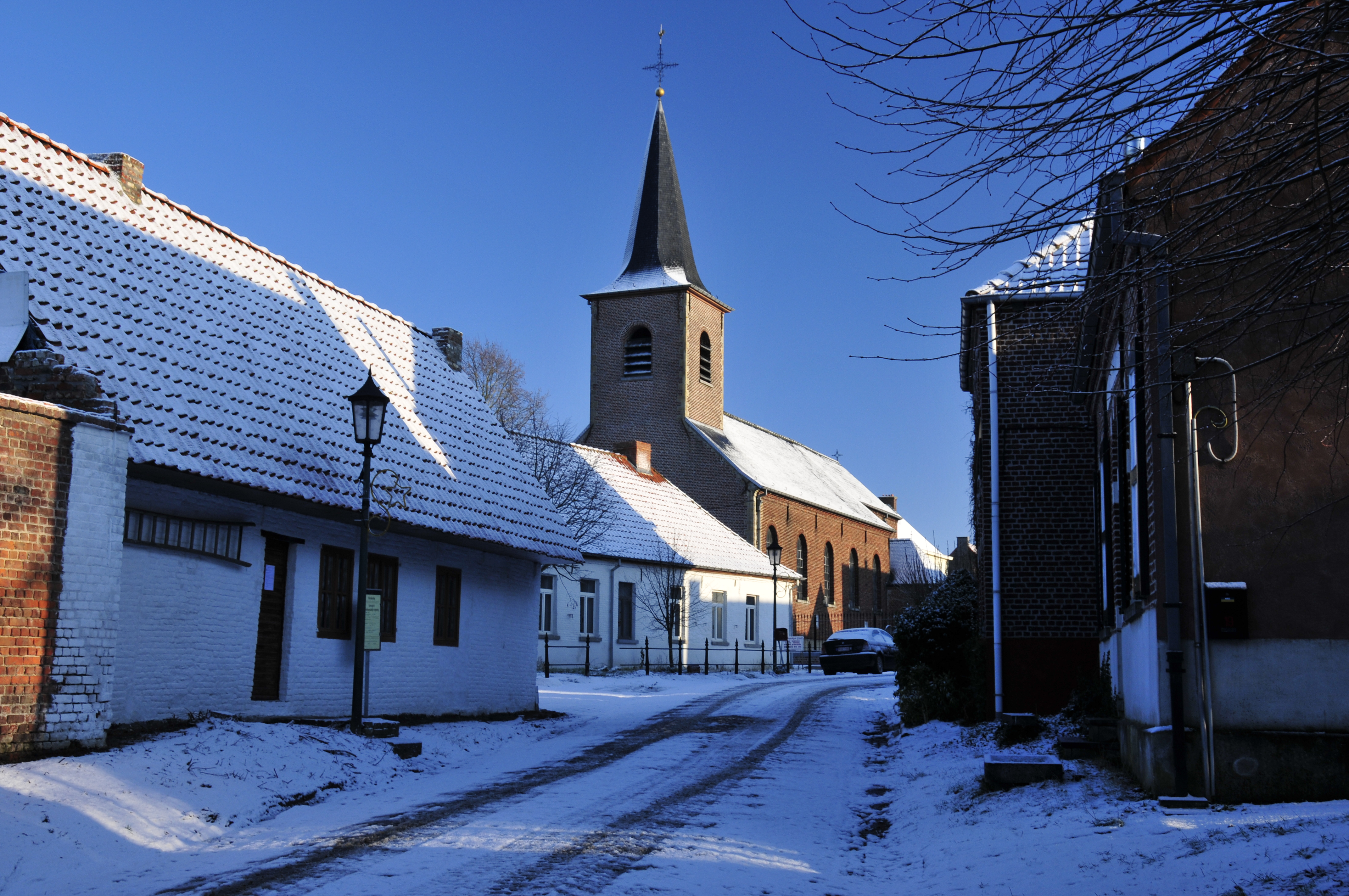
De Brouwerijstraat, hoofdstraat van Dikkele

## Geschiedenis
De eerste vermelding van Dikkele - onder de naam "Deckla" dateert van het begin van het tweede millennium. Latere vermeldingen hadden niet toevallig te maken met de activiteiten van ene Jan de Lichte, een bendeleider die de bossen in de omgeving onveilig maakte.

## Geografie
De dorpskern van Dikkele is niet enkel door monumentenzorg beschermd. Ook geografisch is er sprake van een beschermende omgeving, door de ligging in een kom waardoor op enige afstand van het dorp nauwelijks meer te zien is dan de punt van de kerktoren. Hoewel deze kom zelf op een hoogte ligt, is de bodem er zeer drassig vanwege een ondiepe kleilaag die waterinsijpeling bemoeilijkt.

## Bezienswaardigheden
- De Sint-Pietersbandenkerk
- Het Franciscanessenklooster

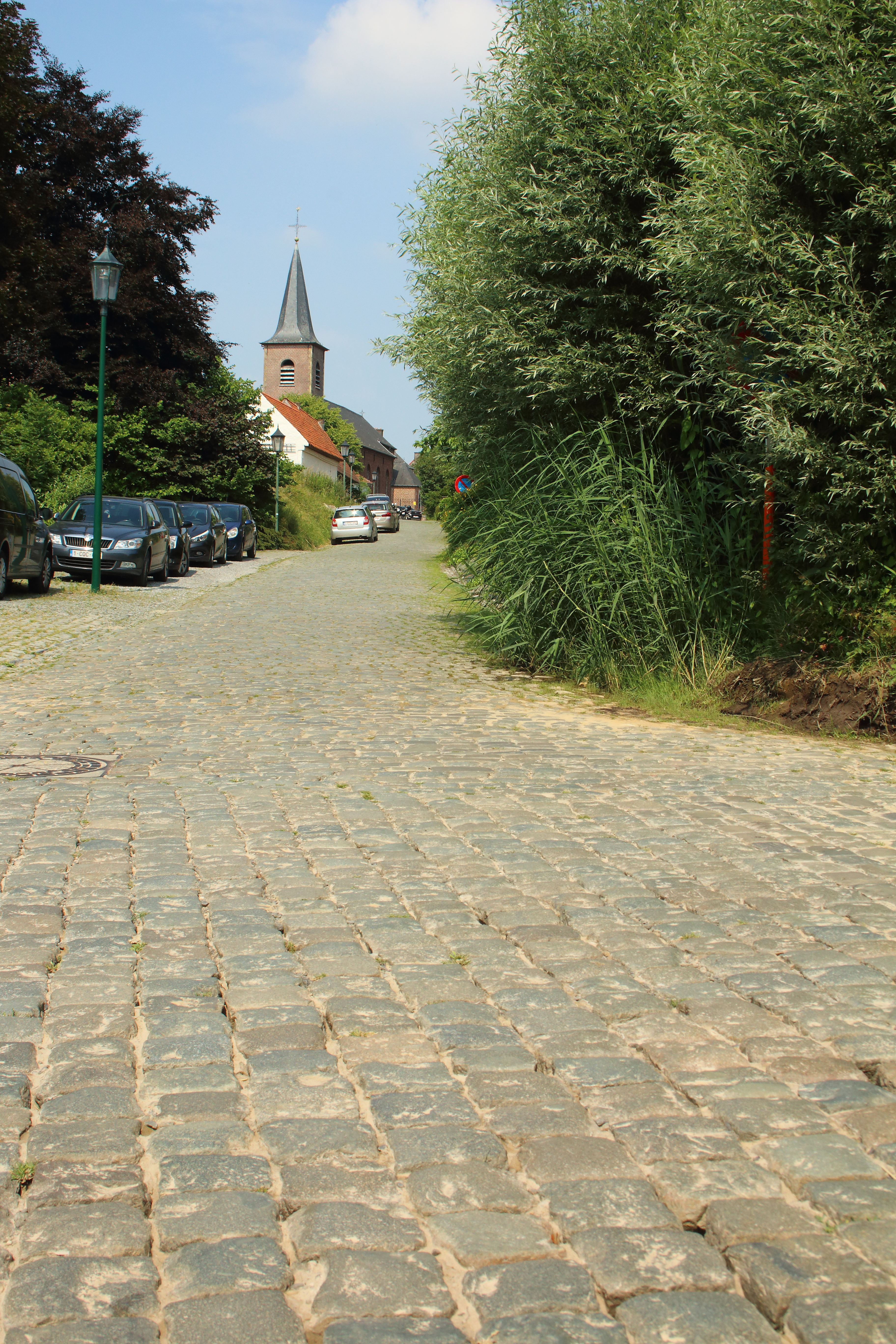
Brouwerijstraat en Sint-Pietersbandenkerk.
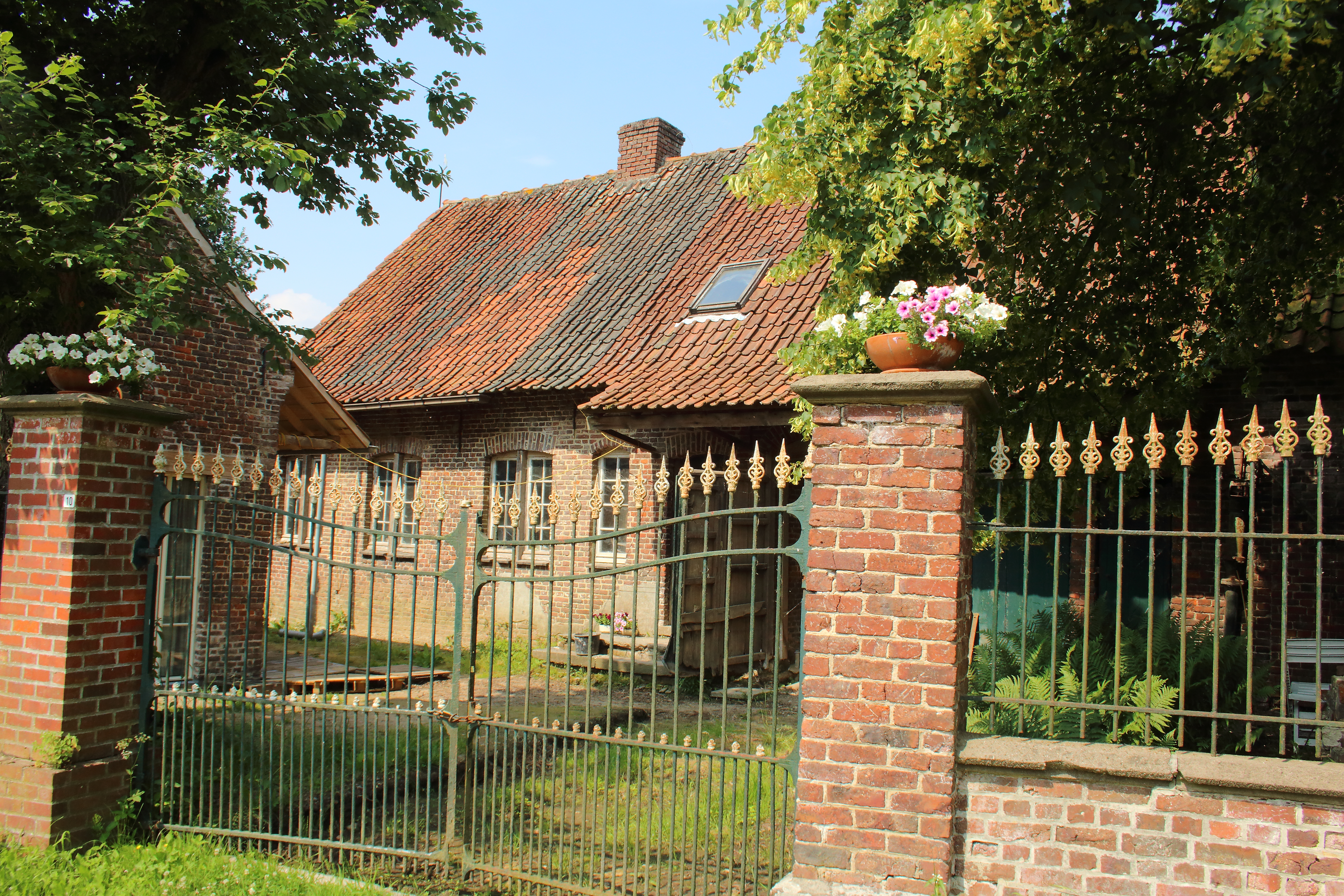
Boerderij.
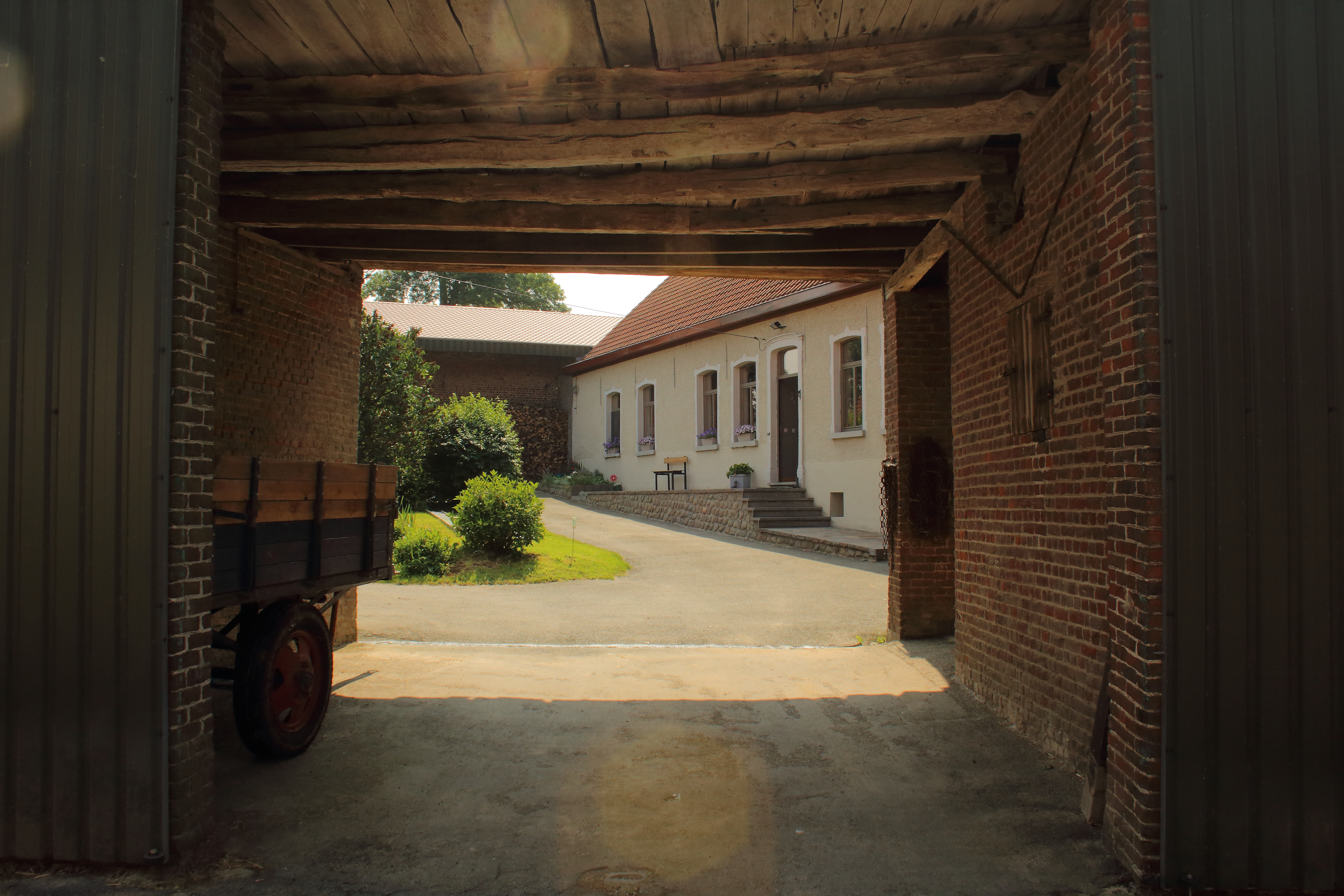
Boerderij.
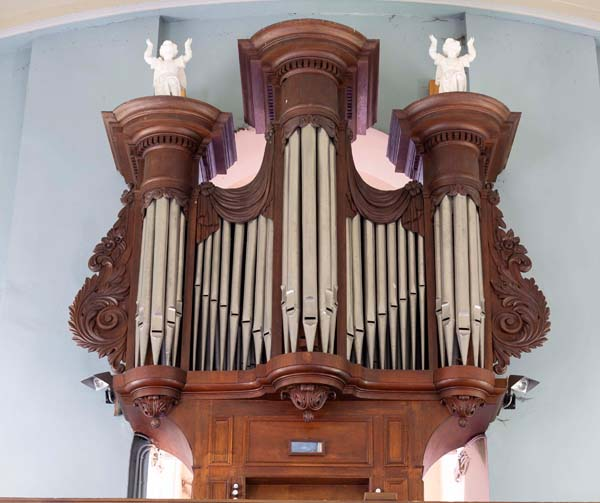
Orgel St.-Pietersbandenkerk

## Natuur en landschap
Dikkele ligt op een hoogte van 33-60 meter. Dikkele ligt nabij de Munkbosbeek, waaraan het natuurgebied Munkbosbeekvallei ligt.

## Demografische ontwikkeling
- Bronnen:NIS, Opm:1831 tot en met 1970=volkstellingen

## Lijst van burgemeesters
Lijst van burgemeesters van Dikkele van aan de Franse Revolutie tot aan de fusie van 1971 met Munkzwalm (later Zwalm):
| Periode   | Naam                           |
| --------- | ------------------------------ |
| 1801-1808 | Petrus Franciscus Buysse       |
| 1809-1829 | Joannes Baptiste De Raedt      |
| 1830-1842 | J. A. De Bisschop              |
| 1843-1851 | Ludovicus Stevens              |
| 1852-1854 | August De Bisschop             |
| 1855-1863 | Joannes Van de Velde - Stevens |
| 1864-1899 | Vital Van de Velde             |
| 1900-     | Evarist Van de Velde           |
| -1971     | Raoul Van de Velde             |

## Economie
Van economische bedrijvigheid in het dorp is gedurende de week weinig te merken. De nijverheid die destijds samenhing met de landbouw (zoals wagen- en paardensmid, maalwezen) is nagenoeg verdwenen.
Tot voor enige jaren kende het dorp nog enige economische uitstraling door de brouwerij "De Wever", waaraan het standbeeld herinnert voor de herbergen De Casino en Poezenelle. Brouwer was Theophiel Prosper De Wever, in 1870 geboren te Nazareth, gehuwd met Leonia Vandecasteele. Rechts van de herbergen staat nog altijd de brouwerij zelf.
Eind 1983 stopten de brouwactiviteiten, nadat de kleine brouwerij werd overgenomen door Kronenbourg. De gebroeders De Wever bleven nog een paar jaar aan het werk als bierhandelaars. Bekendste bieren waren: Duc, Hercule Pils, Stout, Oud Bruin, Bleek en Export.
Bekend was ook de veldsteenoven met zijn typische "Dikkelsteen" - waarvan elk stuk al verkocht was nog voordat het gebakken was. Wanneer men door het dorp wandelt ziet men hier en daar nog enkele uitgegraven en lager gelegen stukken grond die nu als weide dienstdoen.
In het weekend komt het dorp tot leven, als beide naast elkaar gelegen dorpsherberg en restaurant de deuren openen en de smalle wegen worden ingenomen door wielertoeristen, wandelaars, spelende kinderen, en geparkeerde voertuigen. Het enige pensionnetje van het dorp is gehuisvest in een kleine vierkantshoeve, die tot 1972 als gemeentehuis dienstdeed.

## Nabijgelegen kernen
Beerlegem, Hundelgem, Baaigem, Scheldewindeke
Deelgemeenten: Beerlegem · Dikkele · Hundelgem · Meilegem · Munkzwalm · Nederzwalm-Hermelgem · Paulatem · Roborst · Rozebeke · Sint-Blasius-Boekel · Sint-Denijs-Boekel · Sint-Maria-Latem

Overige dorpen en gehuchten: Hermelgem · Nederzwalm · Wijlegem

Belgische gemeenten · Arrondissement Oudenaarde · Oost-Vlaanderen · Vlaanderen